# 케이 팩스
《케이 팩스》(영어: K-PAX)는 2001년에 개봉한 미국의 SF 미스터리 영화이다.

## 출연
- 케빈 스페이시 - 프롯 / 로버트 포터 역
- 제프 브리지스 - 마크 파월 의사 역
- 메리 매코맥 - 레이철 파월 역
- 앨프리 우더드 - 클로디아 빌라스 의사 역
- 데이비드 패트릭 켈리 - 하우이 역
- 솔 윌리엄스 - 어니 역
- 피터 게러티 - 샐 역
- 실리아 웨스턴 - 도리스 아처 역
- 아제이 나이두 - 채크러보티 의사 역
- 트레이시 빌라 - 마리아 역
- 멜러니 머리 - 베스 역
- 존 톨스베이 - 러셀 역
- 킴벌리 스콧 - 조이스 트렉슬러 역
- 컨차타 페럴 - 베티 매캘리스터 역
- 빈센트 라레스카 - 나바로 역
- 브라이언 하우 - 스티븐 베커 박사 역
- 메리 마라 - 애비 역
- 윌리엄 러킹 - 보안관 역
- 에런 폴 - 마이클 파월 역
- 노먼 올던 - 횡설수설하는 남성 역
- 켈리 커넬 - 플린 박사 역

## 우리말 녹음
| SBS 성우진 (2007년 3월 17일) - 장광 - 프롯(케빈 스페이시) - 권혁수 - 마크(제프 브리지스) - 박영희 - 레이철(메리 매코맥) / 베티(컨차타 페럴) / 베스(멜러니 머리) - 김희선 - 빌라스(앨프리 우더드) - 이상범 - 샐(피터 게러티) - 엄상현 - 어니(솔 윌리엄스) / 마이클(에런 폴) - 김정호 - 하우이(데이비드 패트릭 켈리) - 홍승옥 - 도리스(실리아 웨스턴) - 윤병화 - 플린 박사(켈리 커넬) - 이봉준 - 러셀(존 톨스베이) - 임은정 - 애비(메리 마라) - 안장혁 - 나바로(빈센트 라레스카) - 정승욱 - 채크러보티(아제이 나이두) | SBS 제작진 - 타이틀 그래픽 - 이승호 - CG - 최윤상 - 녹음 - 김흥배 - 종합 편집 - 이근형 - CM 운행·편집 - 김양현 - 번역 - 손지연 - 연출 - 배숙현 |  |